# 367943 Дуенде
2012 DA14 — астероїд групи Аполлона, що належить до квазісупутників Землі.

## Загальний опис
Астероїд відкрито 2012 року. У ніч із 15 на 16 лютого 2013 р. він пролетів поблизу Землі на мінімальній відстані близько 28 тис. км. Це перший випадок, коли таке тісне зближення було передбачено завчасно (майже за рік). Крім того, астероїд став найбільшим серед тих, що наближалися до Землі на відстань менше 120 тис. км. У момент найтіснішого зближення з Землею астероїд мав блиск близько 6,5 зоряної величини і був доступним для спостережень у невеликі біноклі, а в місцях із низьким світловим забрудненням його було видно навіть неозброєним оком.
Діаметр астероїда оцінюється близько 45 метрів, а маса — близько 130 000 тонн. Втім, справжній розмір астероїда може відрізнятися від наведеного вдвічі, а маса — втричі. 
Швидкість астероїда відносно Землі під час зближення - порівняно невелика - 6 км за секунду. Але при безпосередньому наближенні до Землі рух астероїда прискорився до 13 км за секунду. 
За оцінками, налічується більше мільйона навколоземних астероїдів менших, ніж 100 метрів.

## Ризики
- За оцінками фахівців НАСА астероїд 2012 DA14 не зіткнеться з Землею 15 лютого 2013 року[9]. Імовірність зіткнення в майбутньому становить 1,3× 10-10[7].
- Оцінка небезпеки:
  - за шкалою Палермо — -10[7].
  - за шкалою Торіно — 0 (небезпеки немає)[7].

Енергія, яка вивільниться у разі зіткнення 2012 DA14 з Землею, оцінюється величиною близько 2,5 мегатонни у тротиловому еквіваленті, що відповідає енергії потужного ядерного вибуху. За результатами комп'ютерного моделювання такий вибух може статися на висоті декілька кілометрів залежно від маси астероїда, його складу, швидкості та кута входження в атмосферу. Для порівняння — у результаті вибуху тунгуського метеорита вивільнилася енергія близько 10—20 мегатонн.

## Інтернет-ресурси
- У лютому 2013 року орбіту Землі перетне 50-метровий астероїд [Архівовано 14 квітня 2012 у Wayback Machine.]
- Пристрасті 2013 року. Астероїд 2012 DA14 [Архівовано 6 січня 2013 у Wayback Machine.]
- No, asteroid 2012 DA14 will not hit us next year [Архівовано 6 березня 2012 у Wayback Machine.], Bad Astronomy blog (Phil Plait, March 4, 2012)
- Cool animation showing asteroid DA 14′s near miss next year [Архівовано 11 березня 2012 у Wayback Machine.], Bad Astronomy blog (Phil Plait, March 8, 2012)
- 2012 DA14 sparks asteroid fever [Архівовано 10 червня 2020 у Wayback Machine.] (Astro Bob, March 6, 2012)
- Near-miss asteroid will return next year (ESA — 15 March 2012)
- Near Earth Asteroid approaches geostationary satellites (mpml)
- Table of next close approaches [Архівовано 1 грудня 2007 у Wayback Machine.] (Sormano Astronomical Observatory)
- SAEL — Small Asteroid Encounter List [Архівовано 21 грудня 2020 у Wayback Machine.] (Sormano Astronomical Observatory)
- «Российские астрономы признали безопасным квазиспутник 2012 DA14» [Архівовано 13 січня 2013 у Wayback Machine.], Lenta.ru, 28.02.2012
- «Астероид 2012 DA14 — опасен или нет?» [Архівовано 17 січня 2013 у Wayback Machine.] — сайт обсерваторії ISON-NM
- Відео
- Ученые заметили астероид, который будет угрожать Земле через год[недоступне посилання з лютого 2019]
- Сторінка астероїда [Архівовано 15 грудня 2013 у Wayback Machine.]
- Астероиды — траектория катастрофы. [Архівовано 18 лютого 2013 у Wayback Machine.] Видео телестудии Роскосмоса. 2012 год.
- Відеоролик про проліт астероїда в 2013 році [Архівовано 6 жовтня 2016 у Wayback Machine.]
- 2012 DA14 на Астрофорумі [Архівовано 18 лютого 2013 у Wayback Machine.]